# Paulus Musculus
Paulus Musculus (latinisiert für Paul Meusel („Mäuschen“); * um 1520; † 1577) war ein evangelischer Hofprediger in Berlin.

## Leben
Der Vater Hanß Meußel war Ratsherr in Schneeberg im Erzgebirge, der Bruder Andreas Musculus wurde Generalsuperintendent in Berlin. Paul Meusel immatrikulierte sich 1539 an der Universität Wittenberg und 1542 in Leipzig.
Spätestens seit 1550 war er der erste evangelische Prediger in Fürstenberg an der Oder (jetzt Eisenhüttenstadt). Meusel war dort aber nicht sehr beliebt und 1553 nicht mehr im Amt. Danach wurde er Hofprediger des Kurprinzen Johann Georg, (wahrscheinlich) auf dessen Schloss in Zechlin. 1558 wurde er als solcher bestätigt. In diesem Jahr erhielt er auch eine freie Hofstätte in Wittstock und 1566 Teile der Einkünfte aus der dortigen Schlosskapelle und dem Kaland, jeweils vom Kurprinzen erblich übertragen.
Um 1571 folgte Paulus Musculus dem neuen Kurfürsten Johann Georg nach Berlin und wurde 1573 dort zum Hofprediger berufen. Er war damit auch Vize-Superintendent, als Stellvertreter seines Bruders, und außerdem kurfürstlicher Rat. Als solcher war er in verschiedenen Missionen unterwegs. Dazu hatte er eine evangelische Domherrenstelle in Havelberg mit deren Einkünften.
Paulus Musculus war 1576 auf der Synode in Lebus bei der Ausarbeitung der Konkordienformel beteiligt. Er verfasste auch ein zweibändiges Breviarium (Sammlung liturgischer Texte) für die Kollegiatkirche in Cölln (heute Berlin).
Paulus Musculus war verheiratet und hatte mehrere Kinder
- Christian Musculus, erbte 1577 die Domherrenstelle in Havelberg und Besitz und Rechte in Wittstock
- Christiane, heiratete den Berliner Münzmeister Michael Aschenbrenner, deren Ex libris mit Wappen sind erhalten
- ein weiterer Sohn, erbte Besitzungen und Rechte in Wittstock